# یولیوس کرنر
یولیوس کرنر (آلمانی: Julius Körner; ۲۲ دسامبر ۱۸۷۰ – ۱۹ نوامبر ۱۹۵۴) قایقران روئینگ اهل آلمان بود.